# Atticus Clothing
 (décembre 2014).
Si vous disposez d'ouvrages ou d'articles de référence ou si vous connaissez des sites web de qualité traitant du thème abordé ici, merci de compléter l'article en donnant les références utiles à sa vérifiabilité et en les liant à la section « Notes et références ».
Atticus Clothing est une marque créée par Mark Hoppus et Tom Delonge en 2001, alors membre de Blink-182.
Après la séparation de Blink-182 en 2005, Mark revend ses parts pour ne plus avoir de contacts avec DeLonge. Il a également mentionné le fait qu'il n'aimait pas la direction qu'Atticus avait pris. Aujourd'hui, la marque a été entièrement revendue par Tom DeLonge.